# ملخ‌برگی‌واران
ملخ‌برگی‌واران (به لاتین: Trigonopterygoidea) یک بالاخانواده از حشرات در راست‌بالان: ملخی‌ها است. گاهی به عنوان ملخ‌های برگی توصیف می‌شوند، گونه‌های آمریکایی در خانوادهٔ Xyronotidae نیز ملخ‌های بیشه پشت‌تیغه‌ای نامیده می‌شوند.